# Magyar koronázási palást

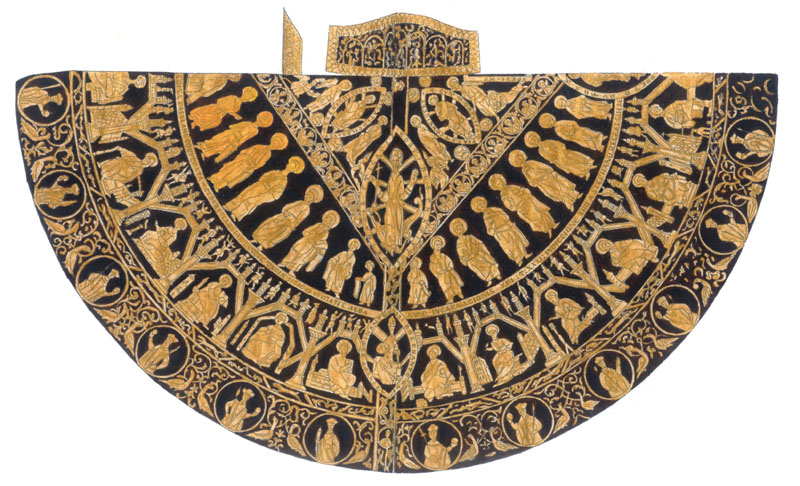
A magyar koronázási palást rajzolatának művészi másolata

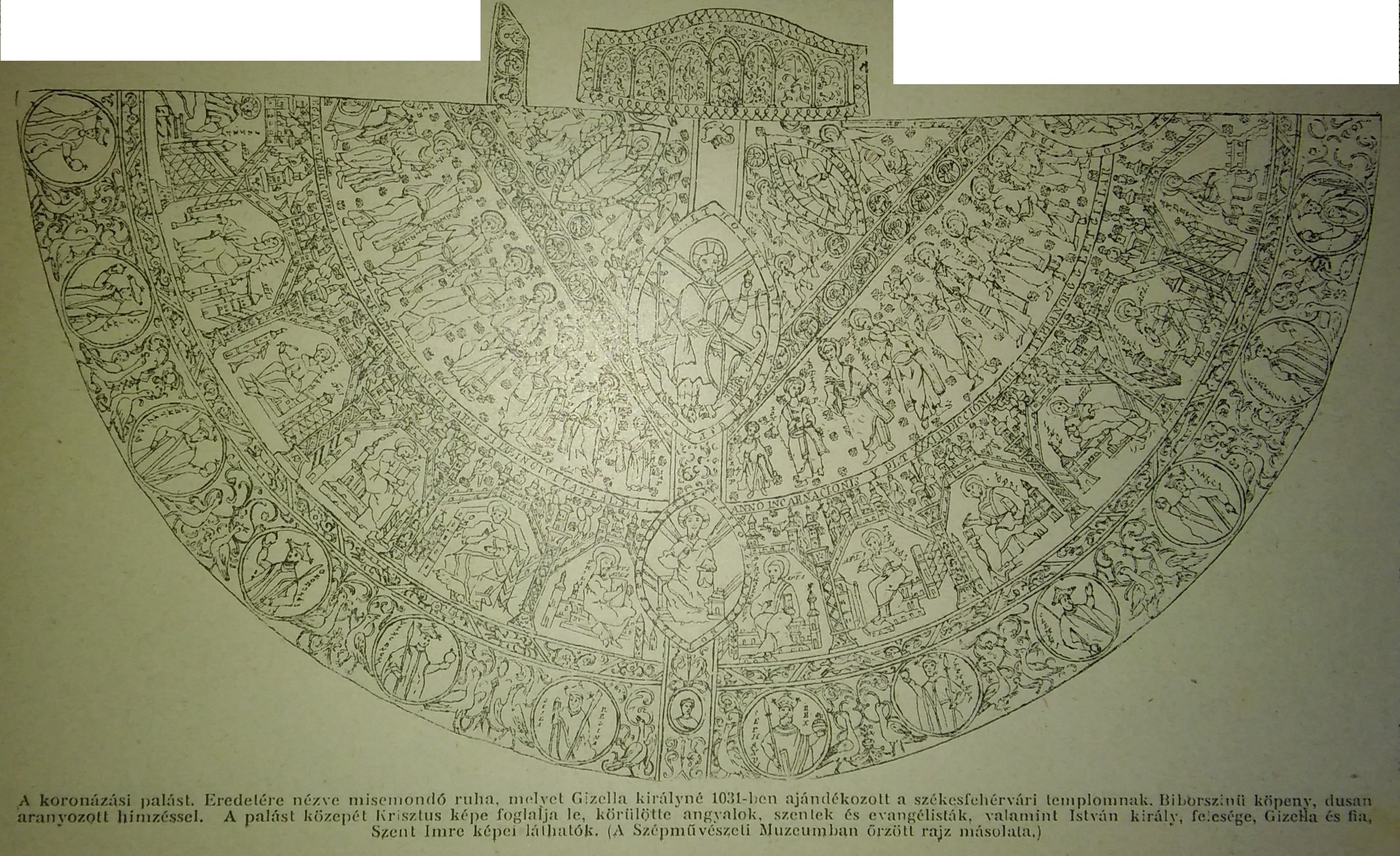
A magyar koronázási palást részletes rajza a Tolnai Világtörténelméből

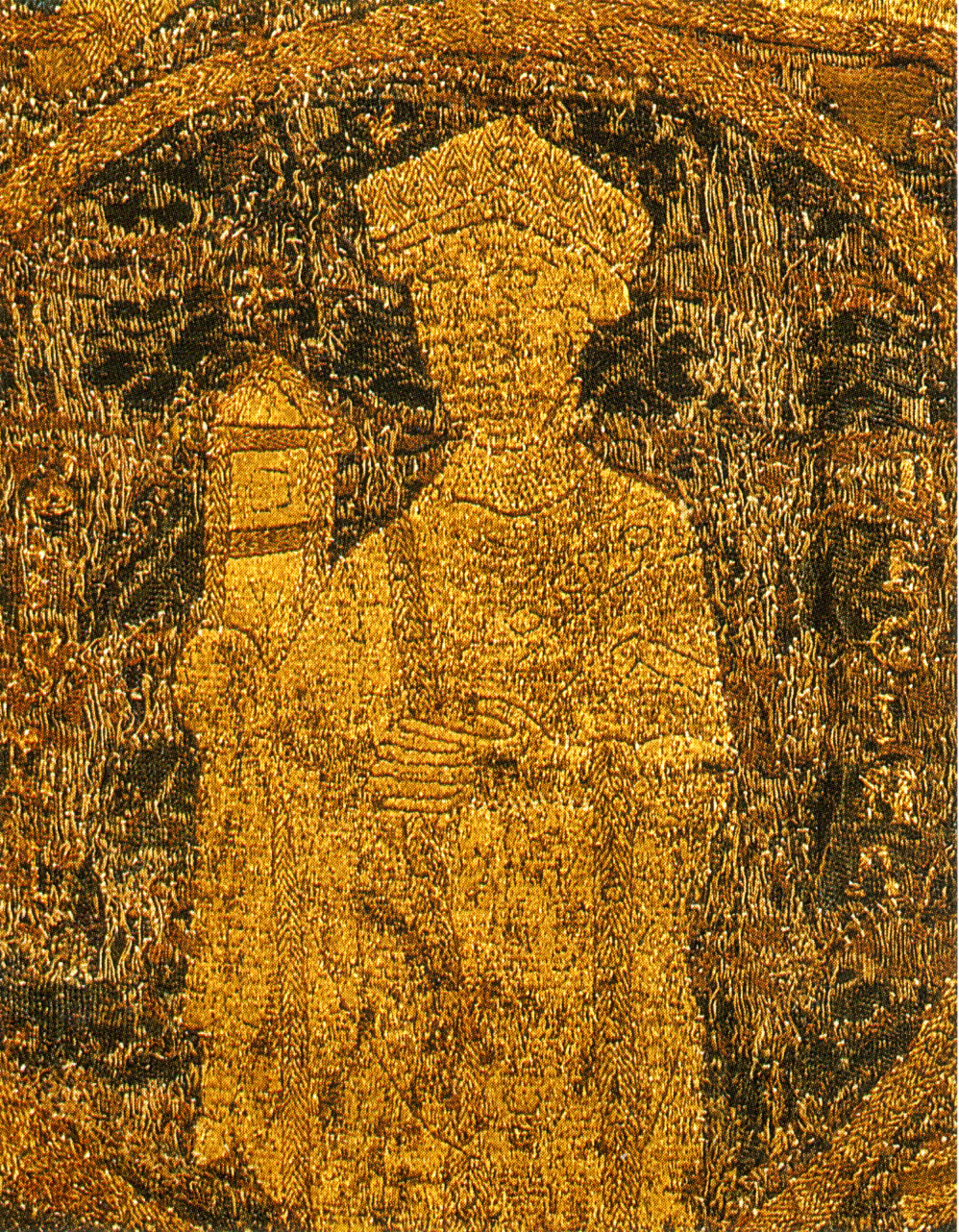
Gizella királyné ábrázolása a paláston. Kezében a székesfehérvári királyi bazilika modelljét tartja

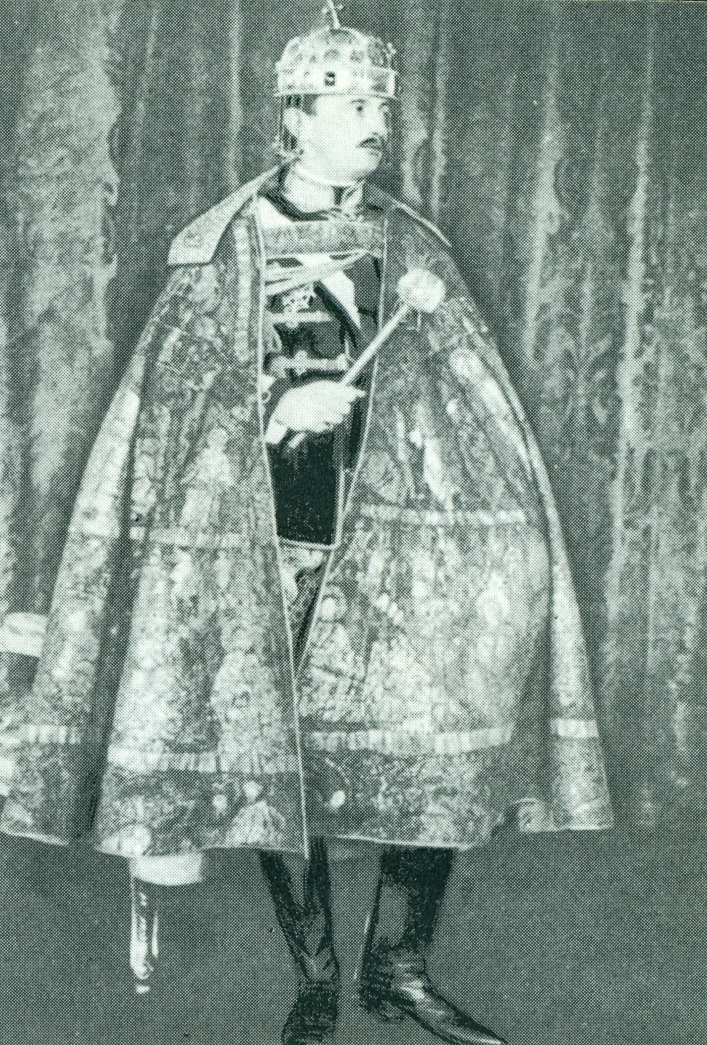
IV. Károly király az utolsó koronázás alkalmából a palástban (1916)

A magyar koronázási palást a koronázási jelvények egyike. A koronázási ornátus (díszöltözet) egyetlen fennmaradt darabja, félkör alakú, kékeslilás színű, aranyfonállal sűrűn kivarrt textil. Gizella királyné a miseruhát elkészülte után a székesfehérvári Nagyboldogasszony-bazilikának ajándékozta, ahol később a hagyományos koronázópalásttá vált. Jelenleg a Magyar Nemzeti Múzeumban őrzik.

## Leírása

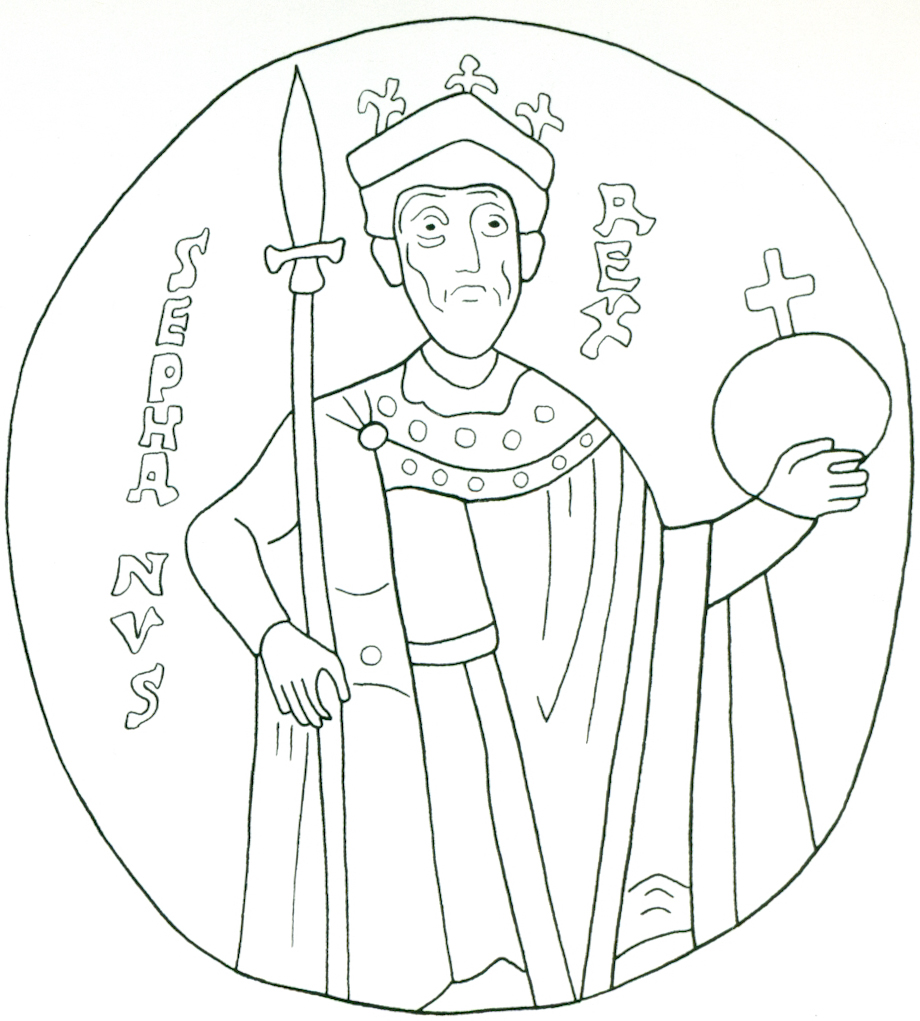
I. István ábrázolásának vázlata a nevéből hiányzó T betűvel

A magyar koronázási palást felirata szerint eredetileg harang alakú miseruha volt, melyet 1031-ben I. István király és Gizella királyné az épülő székesfehérvári Nagyboldogasszony-bazilikának ajándékozott. Az első magyar királyhoz fűződő kapcsolata, nagyszerű díszítése, valamint őrzési helye, a magyar királyok akkori koronázótemploma tette alkalmassá arra, hogy a 12. század vége felé koronázási palásttá alakítsák át. Valószínűleg ekkor illesztettek rá egy árkádsorban lombos indákkal és állatalakokkal hímzett és gyöngyökkel kivarrt gallért.
A palást felületét az aranyhímzés szinte teljesen befedi. A bizánci eredetű, vékony, kétszínű alapselyemnek ma már csak nyomai vannak meg. A 17., majd a 19. században is át kellett dolgozni a palástot az anyag elöregedése miatt. Aprólékos munkával új textilre vitték fel a megmaradt alapselymet és az aranyfonallal hímzett mintákat. Az ábrákat, alakokat a textilre a minta részeiként különböző irányba lefektetett aranyszállal hímezték, a kontúrokat pedig selyemszállal is jelölték. A hátrészt a korabeli miseruháknak megfelelően Y alakú, úgynevezett villáskereszt díszíti. A paláston összesen több mint hatvan alak látható, ebből ötvenkét kis mellkép, valamint madarak és más állatok.
A miseruha összetett kompozícióját liturgikus szövegek alapján tervezték meg. A próféta-, apostol- és vértanúsort képei a kúppalást alakú felületen egymás alatti sávokban helyezkednek el. Legfelül az Atyaisten áldó keze, alatta Krisztus és Mária az angyalokkal, majd a mennyei hierarchia szerint a próféták, apostolok és vértanúk következnek.
Alattuk látható a királyi házaspár, de nem az e korban szokásos, megalázkodó, térdre boruló pózban, hanem a vértanúkkal azonos méretben. Az ezredfordulón a német miniatúrákon hasonló módon örökítették meg az uralkodókat.
A kivitelezés kiemelkedő képességű művészekből és szakemberekből álló műhelyre utal. Rajta az ajándékozást megörökítő dedikáció egyben nyelvemlék is. Ezen a textilen látható I. István, Gizella királyné és Imre herceg egyetlen fennmaradt korabeli ábrázolása is. A bonyolult minta tervezője műveltsége alapján a délnémet, reichenaui iskola miniatúrafestészetével rokonítható.
A hagyomány szerint készítésében Gizella királyné személyesen is részt vett, s talán a veszprémi apácakolostorban, de lehetséges, hogy Esztergomban vagy éppen Székesfehérvárott készült 1030 körül.
1031. augusztus 15. vasárnapra esett, és ez volt a templom búcsúnapja. Valószínű, hogy a szokásoknak megfelelően ezt az ünnepélyes alkalmat használták fel arra, hogy István és Gizella a miseruhát átadja a még épülő Mária mennybevétele királyi főtemplom papjainak.
Szent István nevéből hiányzik a T betű (Sephanus), ami Pap Gábor, az áltudományos nézeteiről ismert művészettörténész szerint kérdésessé teszi az eredetiségét.

## A Pallas nagy lexikona szerint

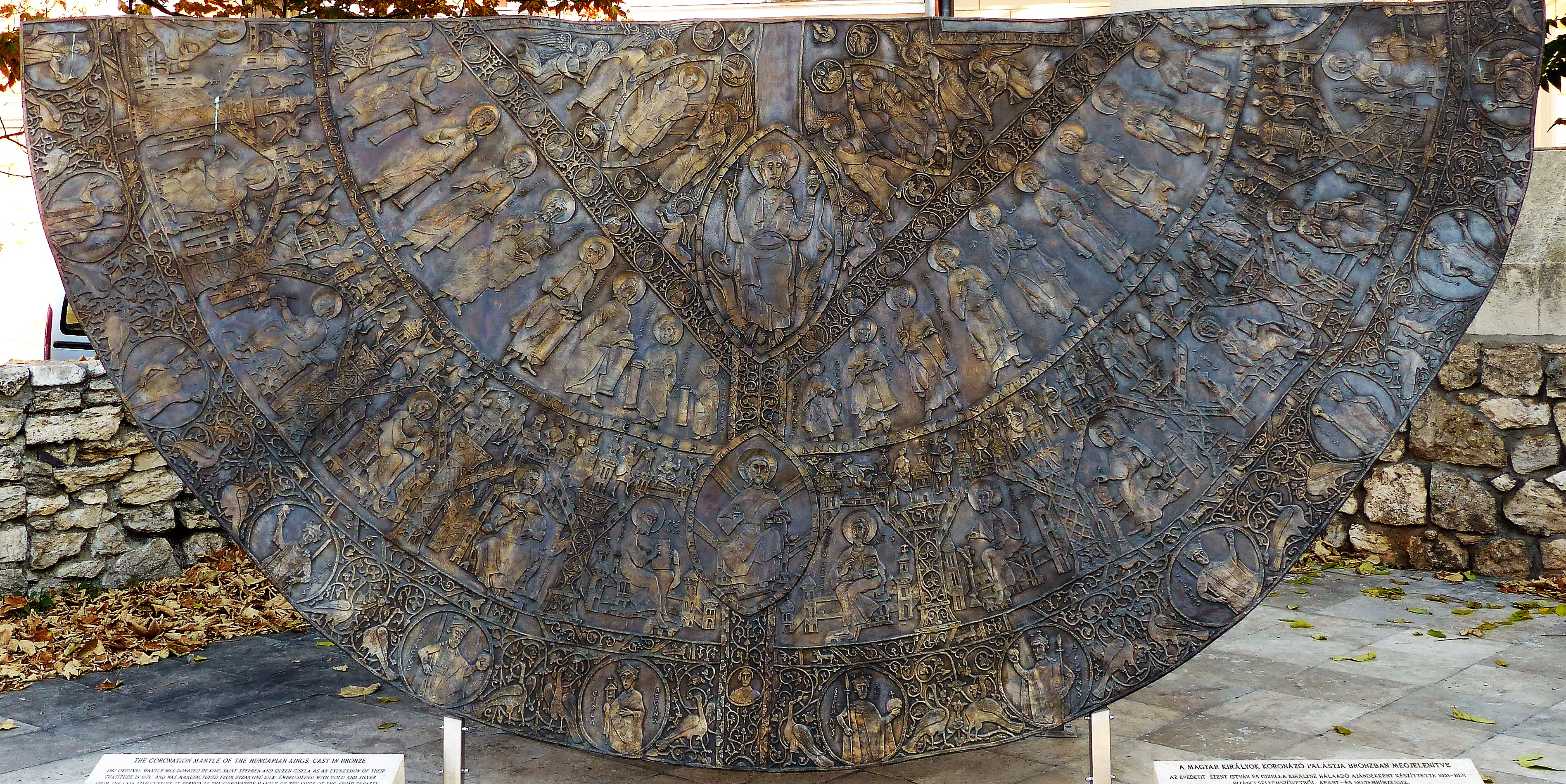
A magyar koronázási palást bronz domborműve Budapesten a Kapisztrán téri Mária Magdolna-templom romjainál

Eredetére nézve misemondó ruha, melyet Gizella királyné, Szent István neje 1031-ben a székesfehérvári bazilikának ajándékozott. Pontosan nem állapítható meg, hogy mikor kezdték mint koronázási palástot használni, bizonyos azonban, hogy már a vegyesházi királyok alatt használatban volt. Alakjára nézve a régi kazulák, misemondó ruhák mintájára harang alakú volt, melynek csak egy nyílása volt a fej számára. Azonban a koronázási palást mindig mint palást, azaz elöl szétvágott alakban kerül említésre. Hogy mikor került átalakításra, nem tudjuk. Kelméje keleti selyem mintázott szövet, rajta aranyfonallal hímzett ábrák. Bock szerint a kelme alapja bíborszövet, sodrott selyemfonallal átszőve. Mintázata csillag és négylevelű virág vagy rózsamintázat, azonban a régiség és nedvesség behatása folytán e mintázat elmosódott. E kelmére van rávarrva az arany hímzés.
A palást közepén félkörben a következő felirat olvasható:
CASVLA HEX OPERATA ET DATA ECCLESIAE SANCTAE MARAE SITAE IN CIVITATE ALBA, ANO INCARNATIONIS XPI (a. m. Christi) MXXXI. INDICCIONE XIII. A STEPHANOREGE ET GISLA REGINA – Ez a casula Szűz Máriának Fejérváron levő egyháza számára készült és adatott Krisztus megtestesülésének 1031. évében, a XIV. indikcióban, István király és Gizella királyné által.
A hímzés rajzának középpontját Krisztus alakja képezi, körirata:
HOSTIBVS EN XPISTVS PROSTRATIS EMICAT ALT(us) – Az elleneket Krisztus legyőzve magasan ragyog
Krisztustól oldalt jobbra ismét Krisztus, balra Szűz Mária alakja látható, mindkettő kisebb mandula alakú keretben. A Krisztust ábrázoló keret körirata:
(D)A(t) SVMMO REGI FAMVLATVM CONCIO CELI – A legmagasabb királynak szól a mennyei gyülekezet
A Máriát ábrázoló keret körirata:
EMICAT IN CELO SANCTA GENITRICIS IMAGO – Ragyog az égben a szent szülő képe
Alább a középső feliratos félkör szalag által környezve a próféták alakjai láthatók a megfelelő feliratokkal:
HABACVC P(ropheta). NATAN P. HIEZECHIEL P. DANIHEL P. AGGEVS P. ZACHARIAS P. MALACHIAS P. – MACHEAS P. JONAS P. ABDIAS P. HIEREMIAS P. ESAIASS P. JOHEL P. AMVS P.
Jeremiás és Izsaiás között Krisztus alakja látható, két felirat nélküli próféta alakjaival. Krisztus fejénél A és Ω, a kezdet és vég betűi. A második osztály középpontját ismét Krisztus alakja foglalja el, jobbról-balról az apostolok trónon ülő alakjaival megfelelő feliratokkal, a körirat szövege:
SESSIO REGNANTEM NOTAT ET XPM (Christum) DOMINANTEM – Trón illeti meg a kormányzó és uralkodó Krisztust
A legalsó félkör képsorában az egyház nevezetesebb szentjeinek és vértanúinak képe látható, a felirat:
COSMOS. PANTALION. GEORGIVS. VINCENCIVS. – STEPHANVS. CLEMENS. SIXTVSS. CORNELIVS. LAVRENTIVS.
Szent Vince és Szent István képei között jobbra Gizella királyné, balra István király képe. Mindegyik kép megfelelő felirattal, kivéve a bal oldali legszélsőt és a középső szalag alján lévő kisebb medaillon képét, melyek felirat nélküliek. Az utóbbi kép valószínűleg Szent Imrét ábrázolja. A palásthoz tartozik még a rá alkalmazott kivágott gallér is, amelynek egykorú régi szövete és hímzése a palástétól különbözik. Régebben a palást megkötésére hímzett nyakszalag szolgált, amelynek töredékei még megvannak, jelenleg aranybojtos újabb zsinórok szolgálnak kötésül.

## Az eredeti koronázási palástról készült fényképek

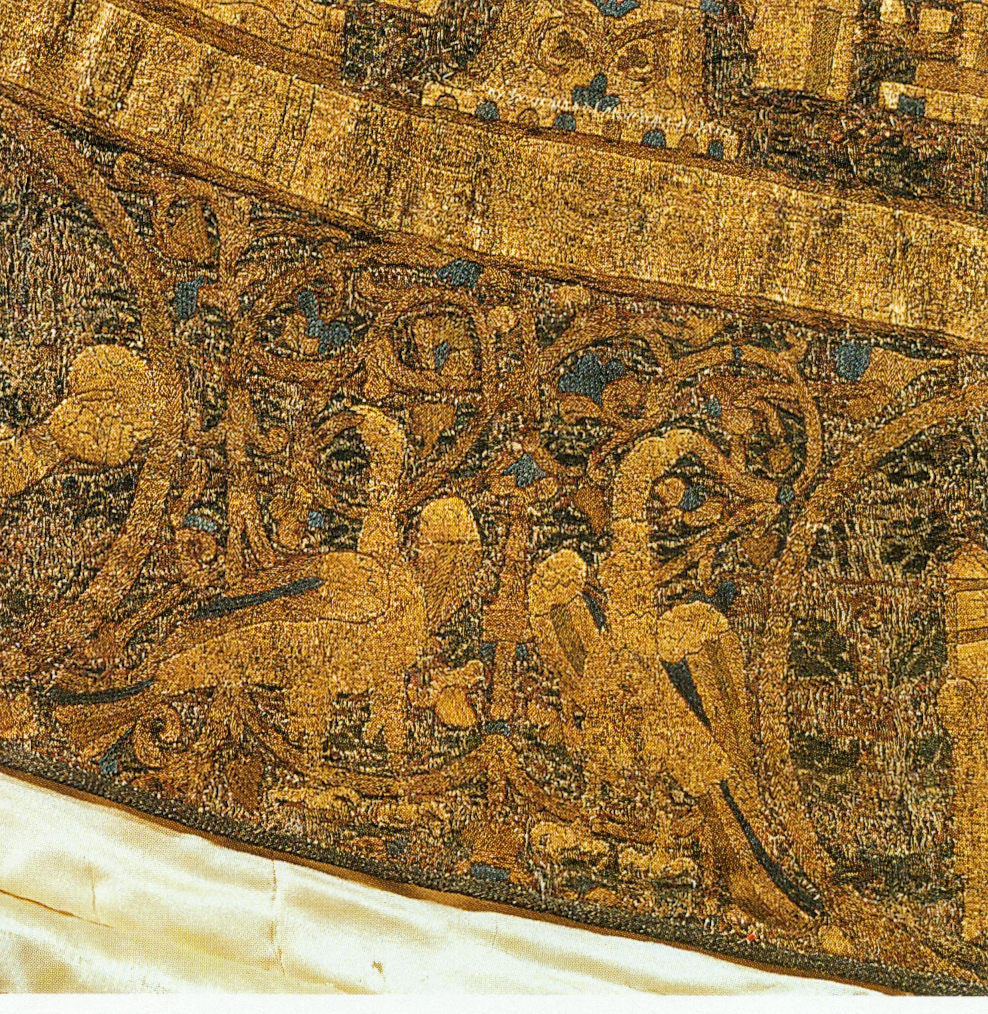
Madárpár a palást szélén
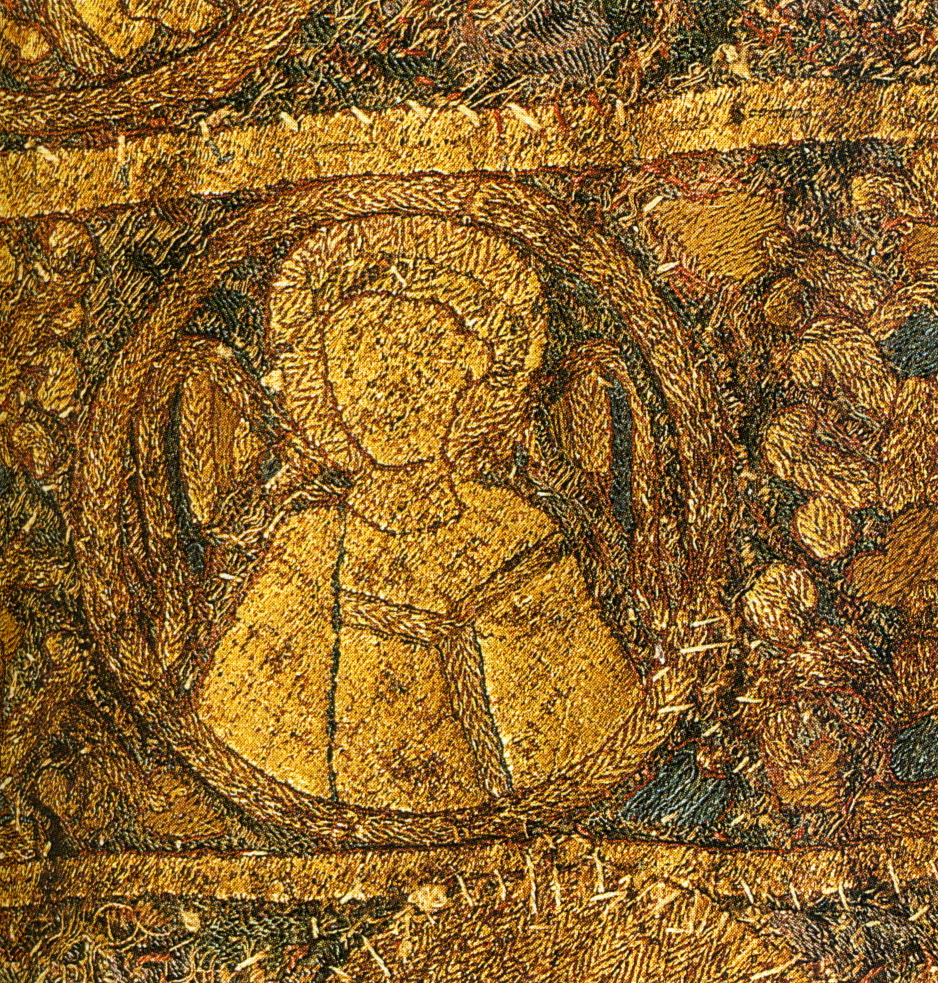
Angyal képe a paláston
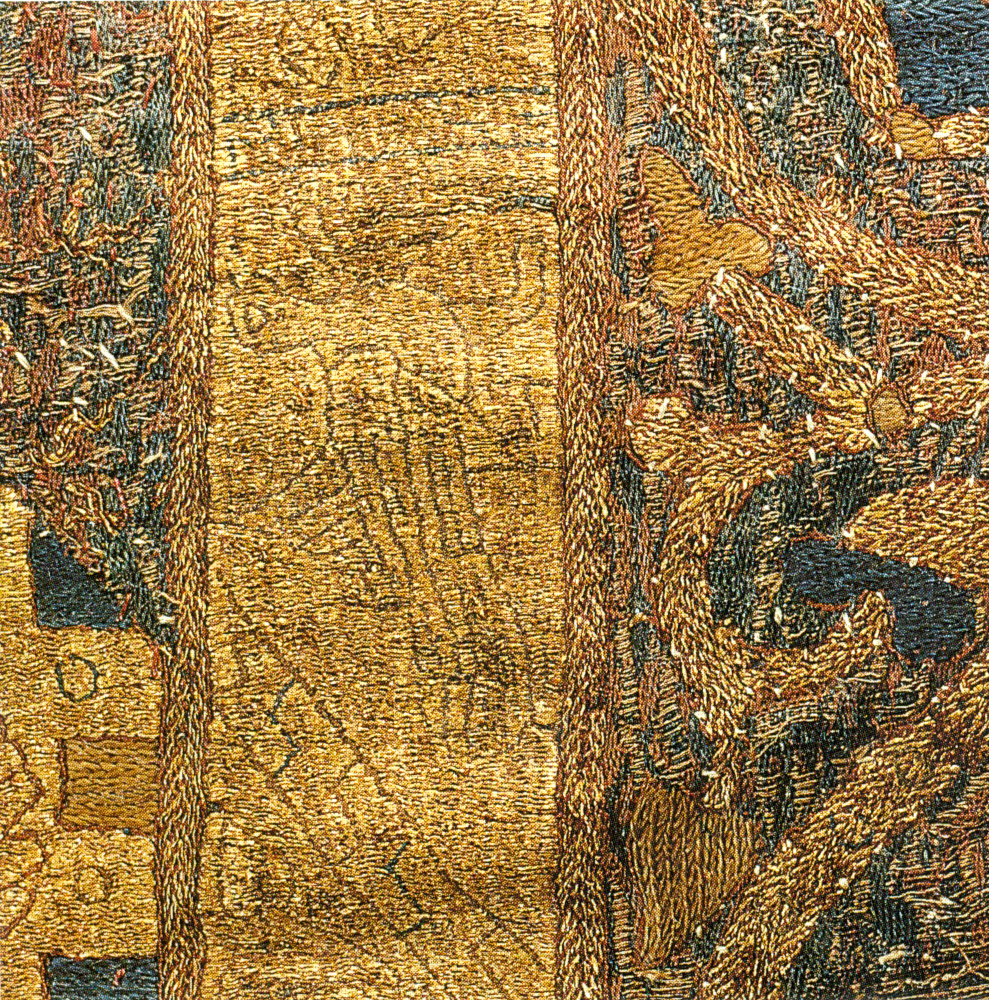
Madár a szalagdíszen
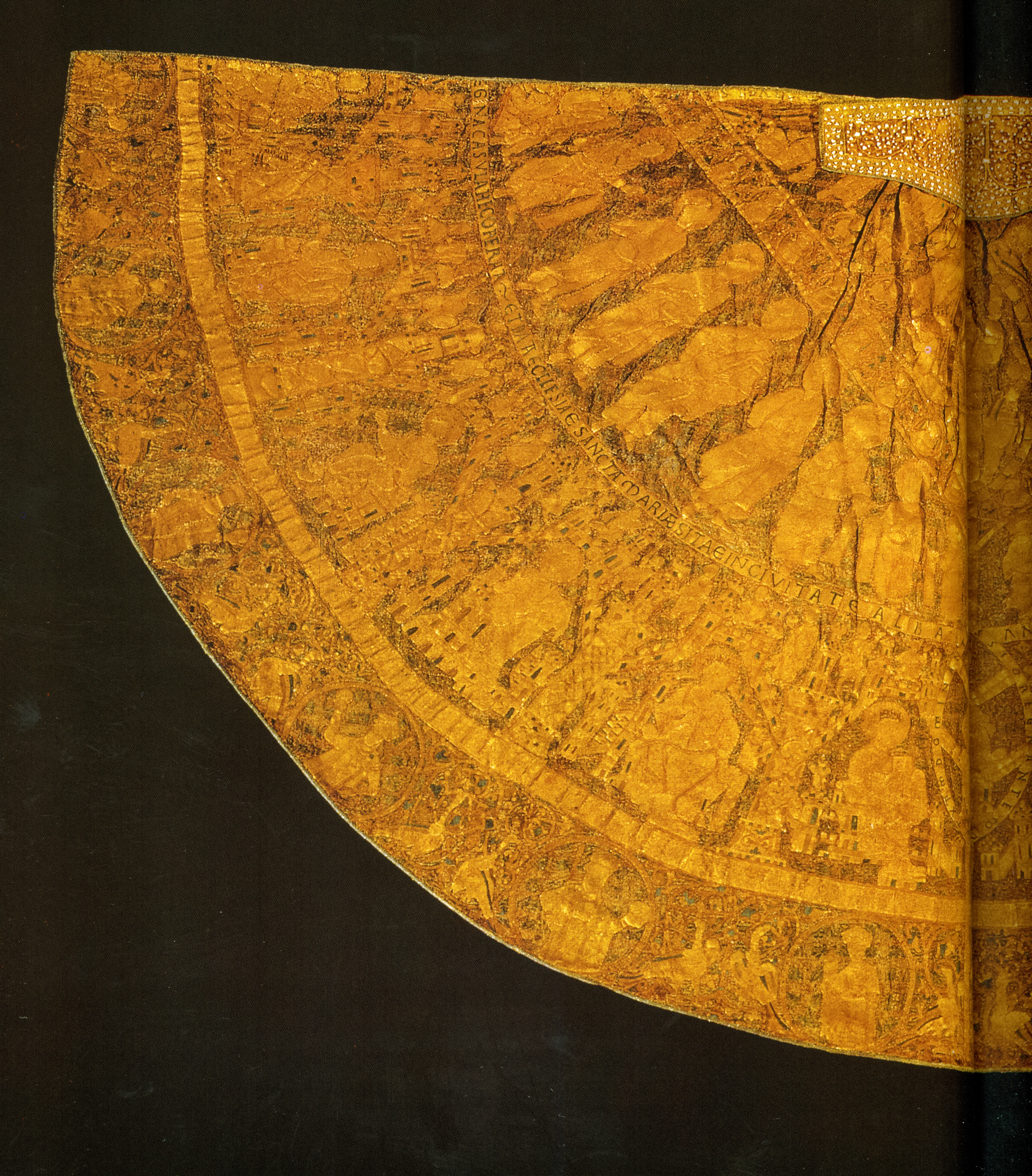
A palást bal oldala
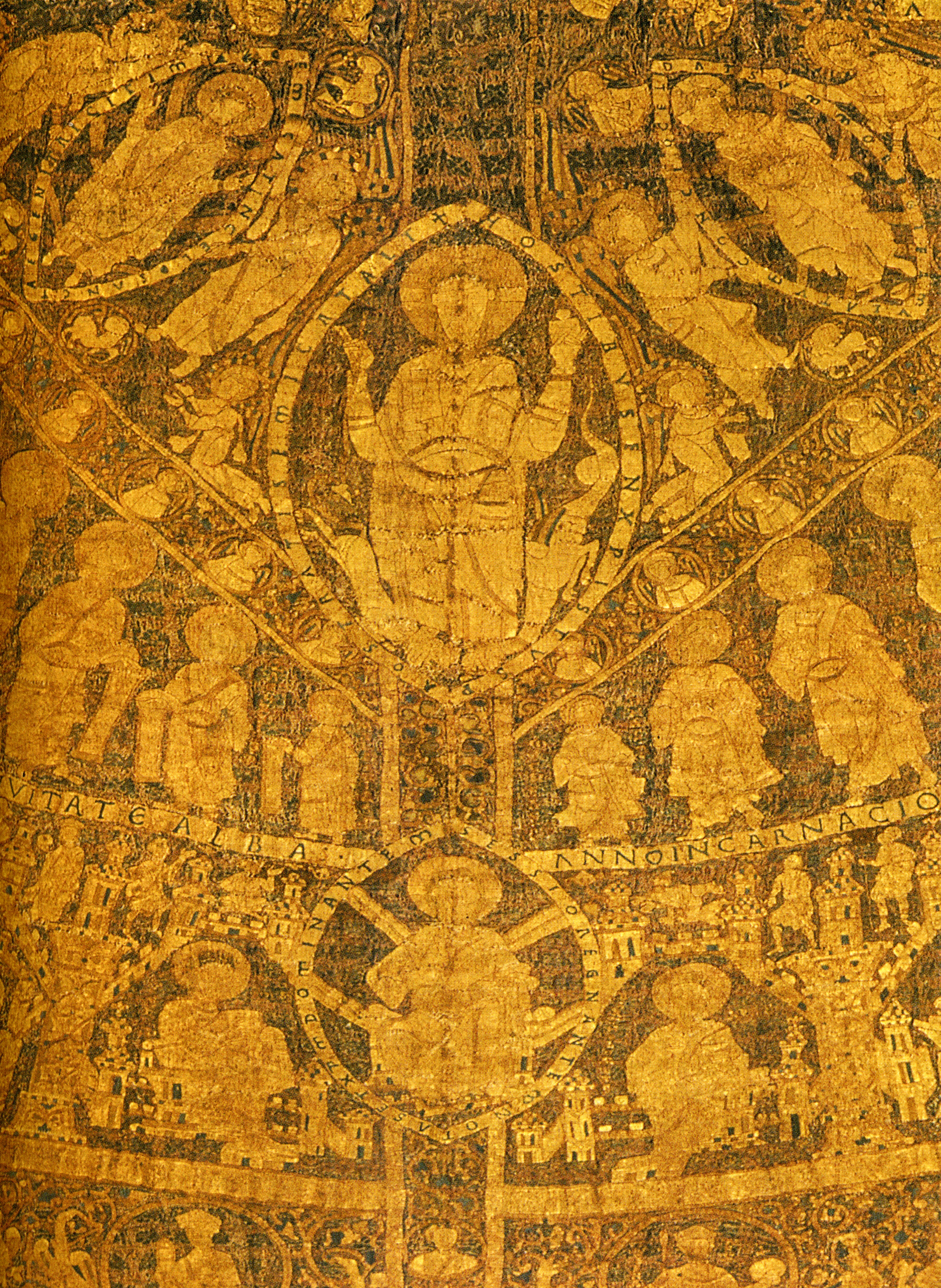
A palást központi része
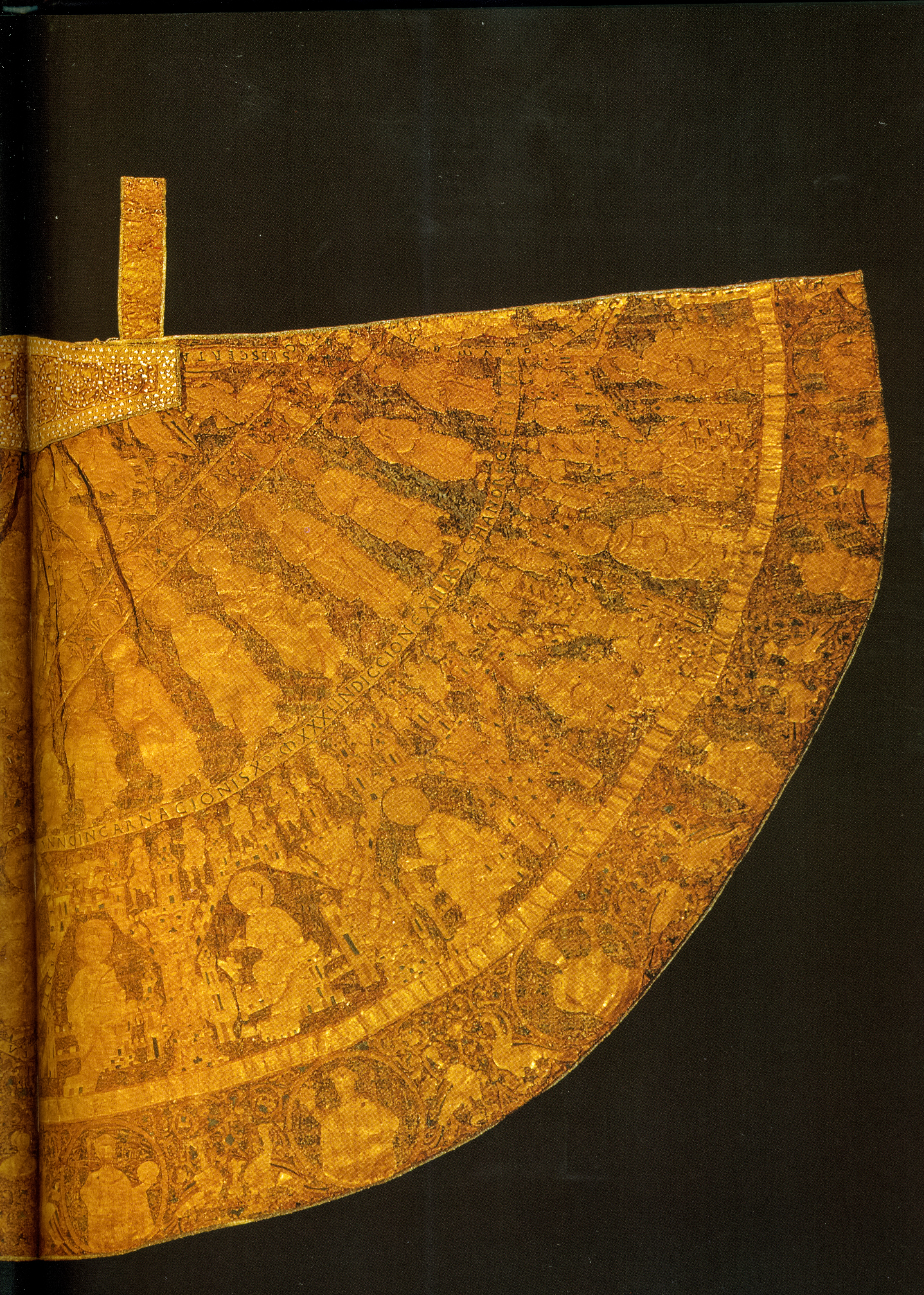
A palást jobb oldala
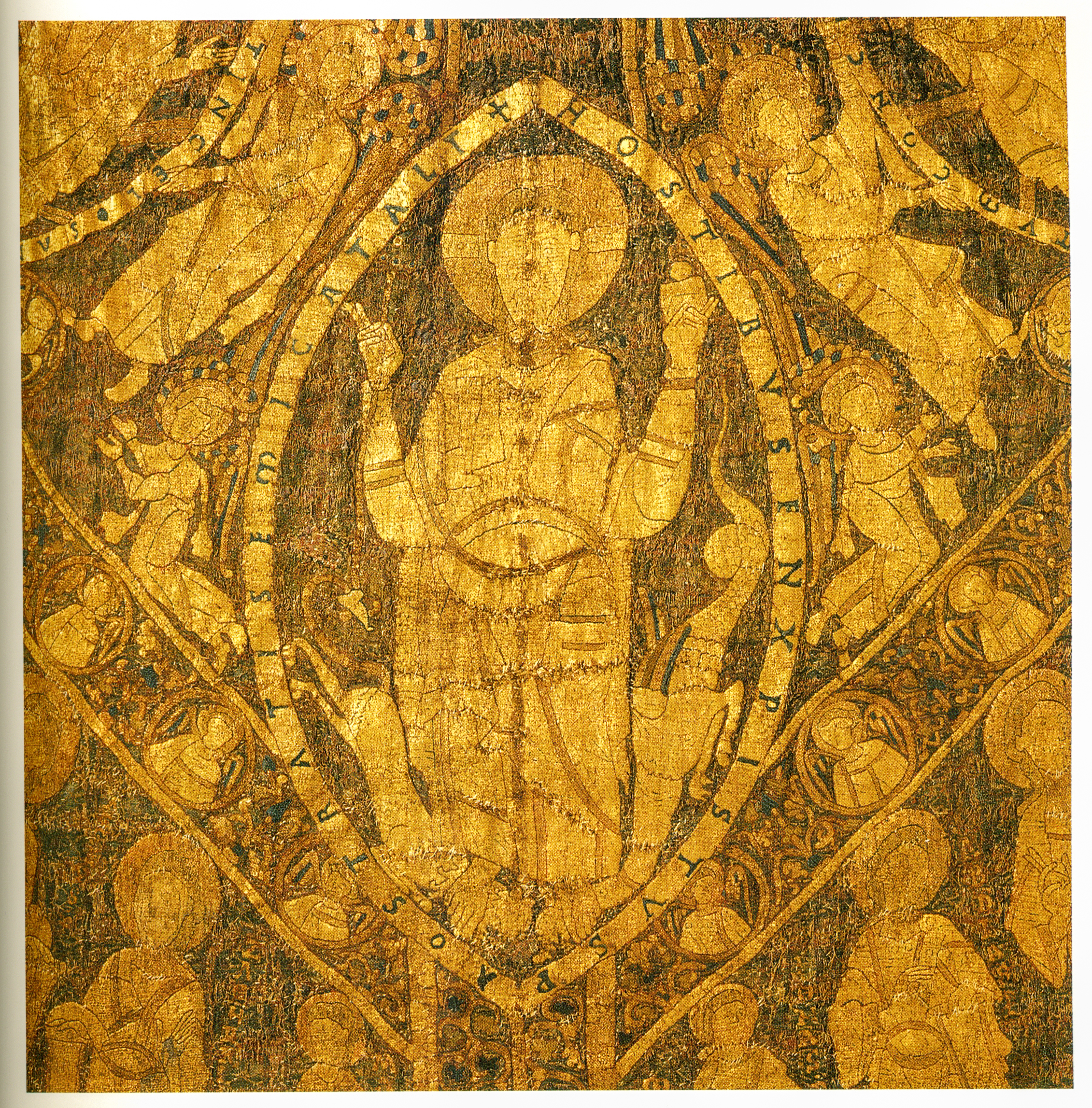
Krisztus a palást tengelyében
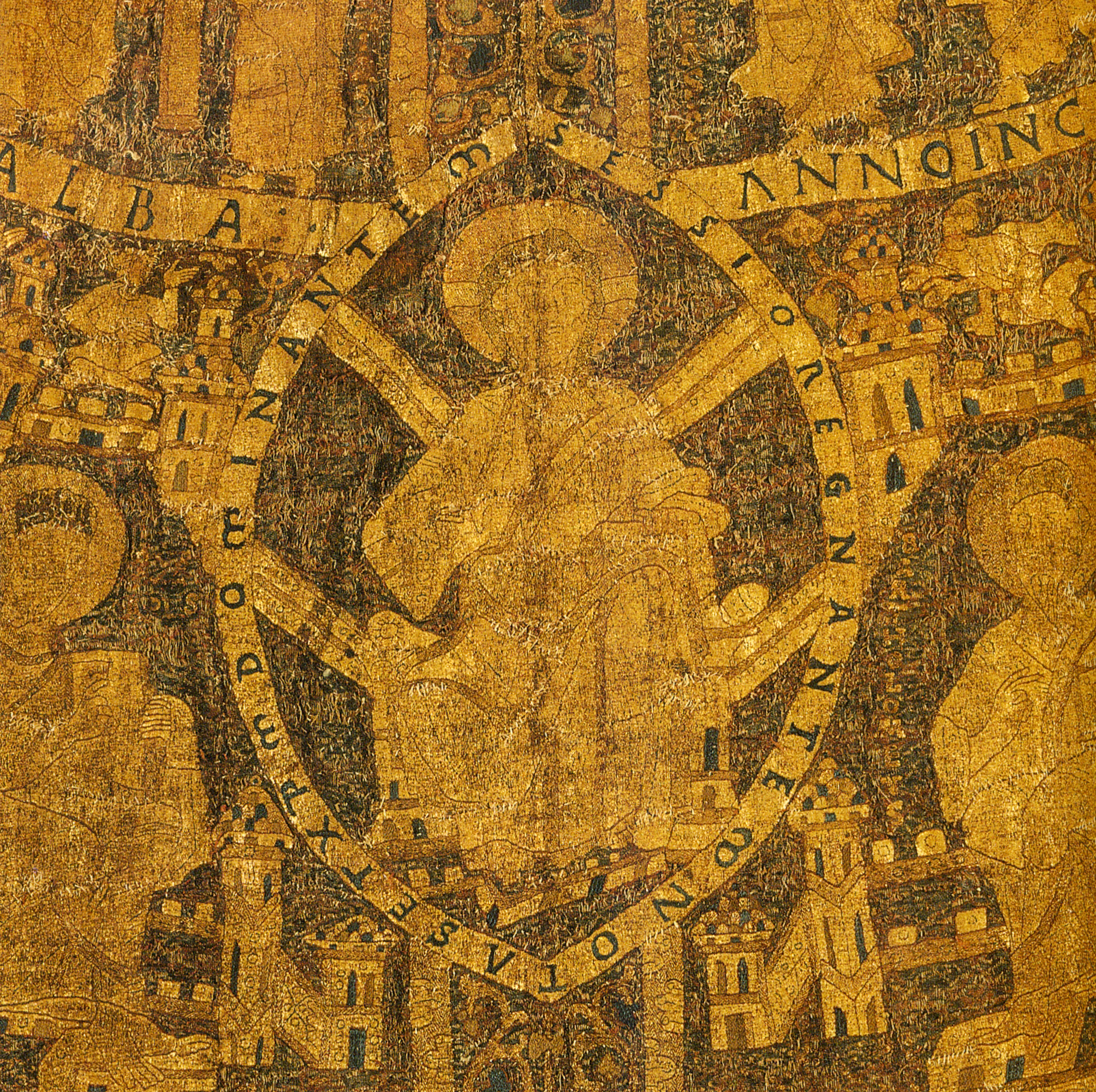
A Világbíró Krisztus az apostolok között
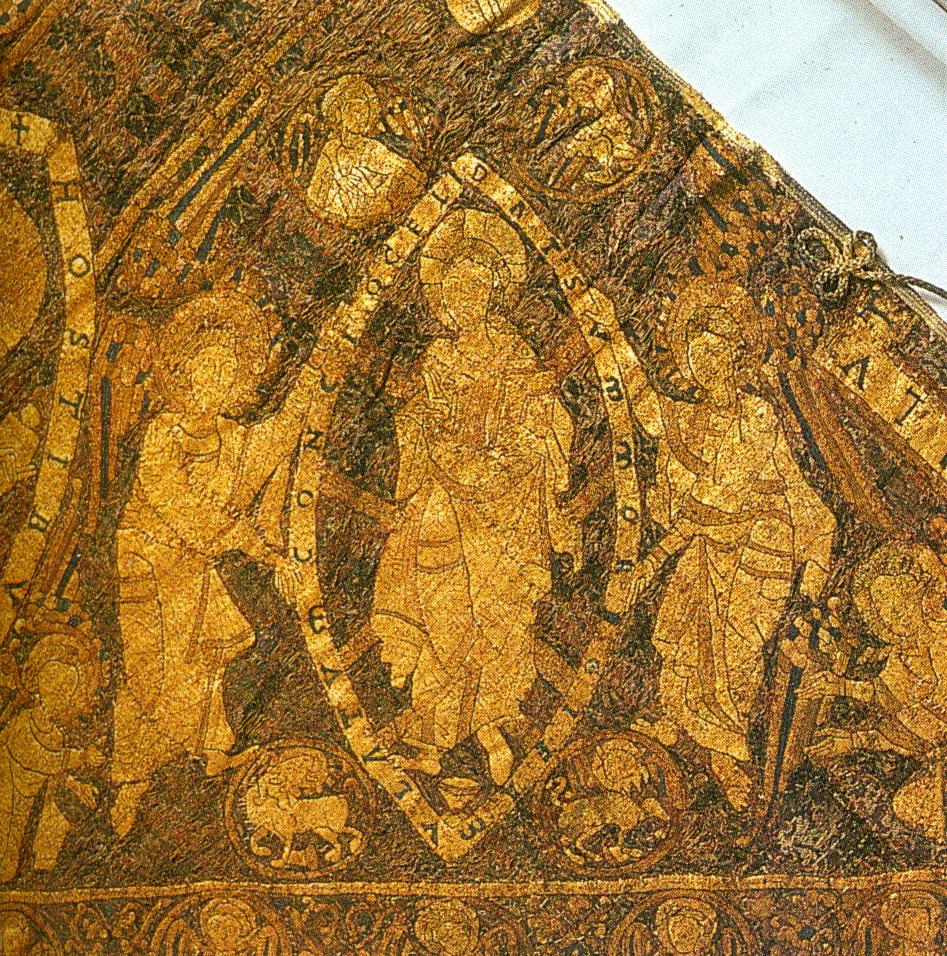
Krisztus a mennyei seregek élén
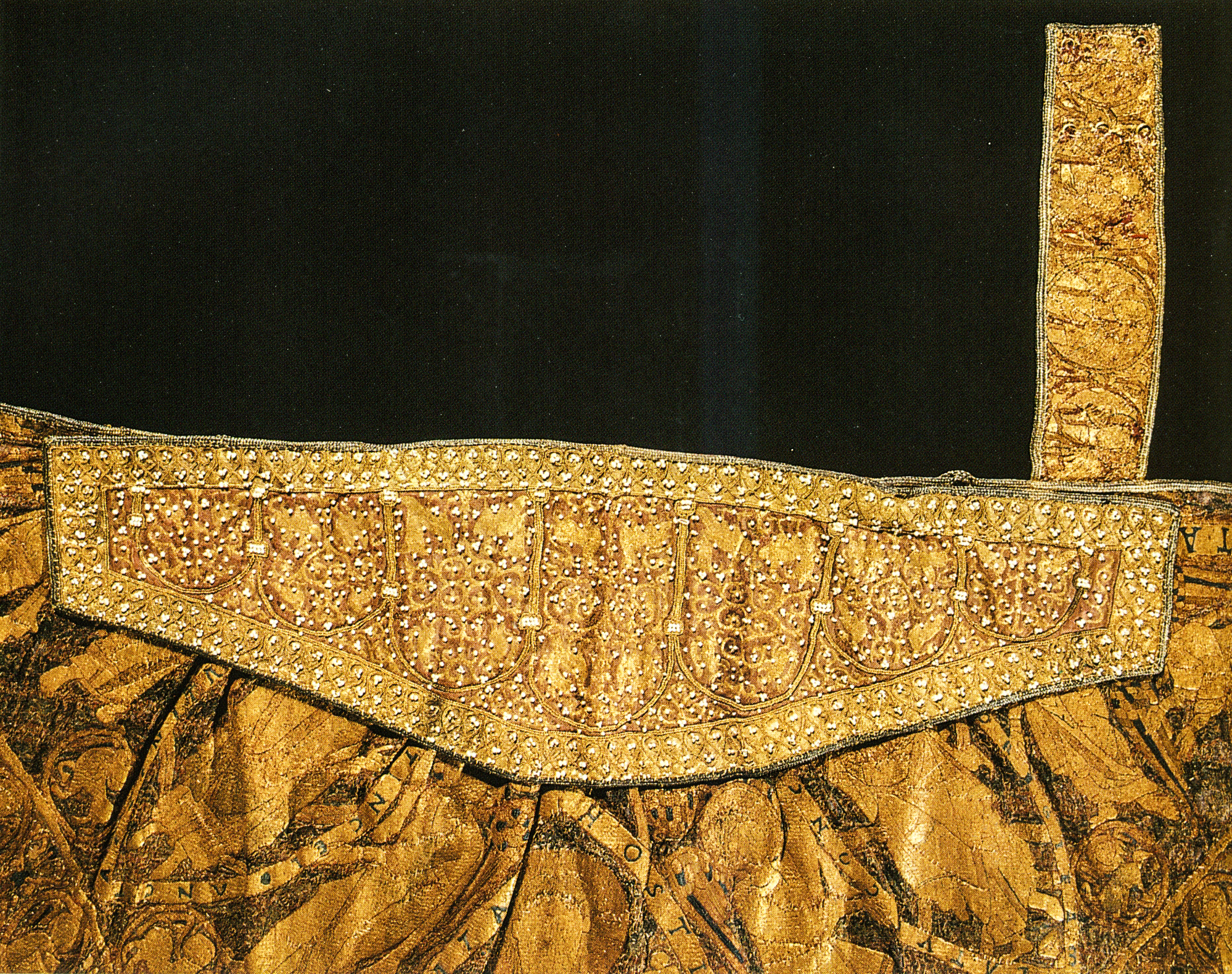
A palást gallérja
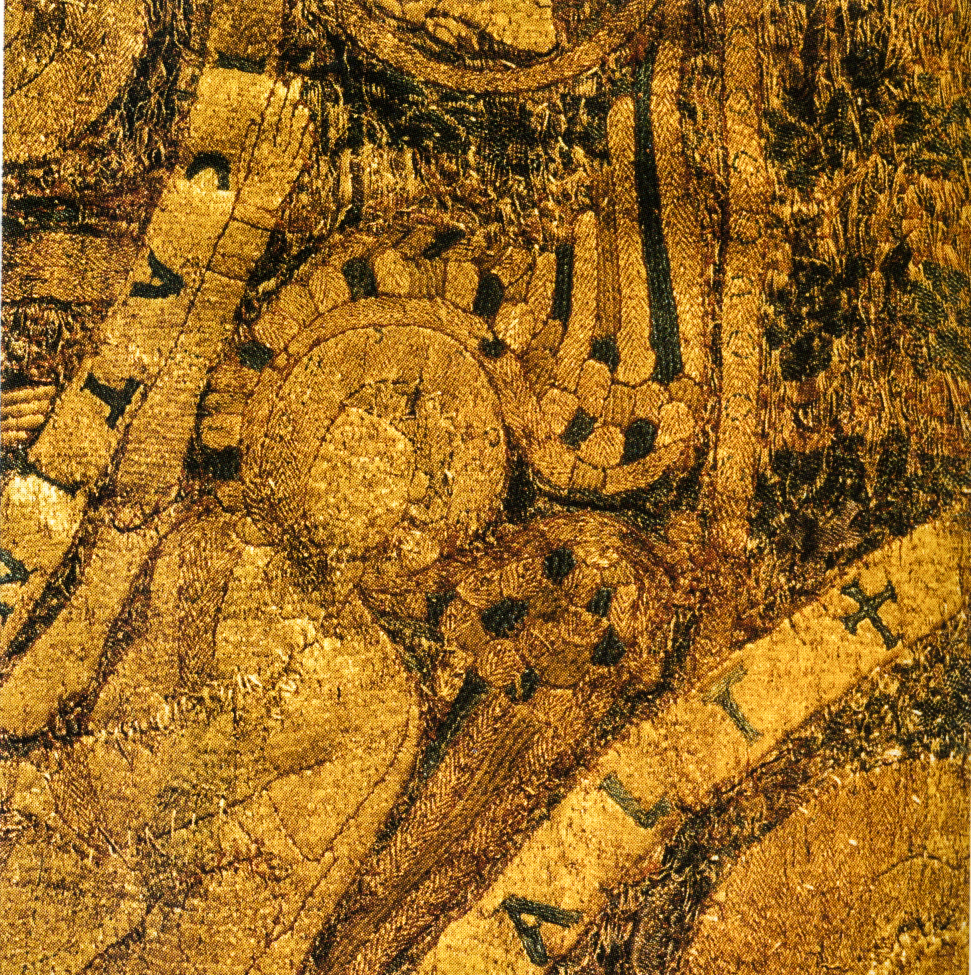
Egy angyal részlete a paláston
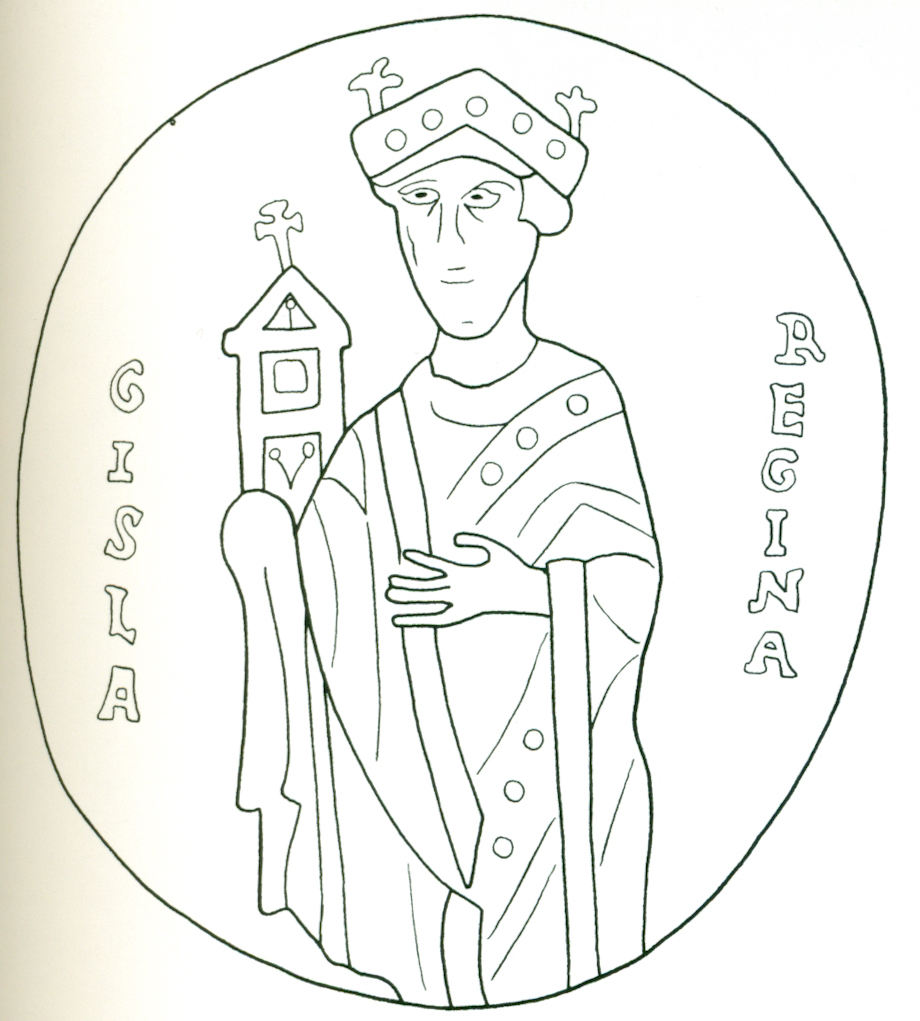
Gizella ábrázolásának a vázlata
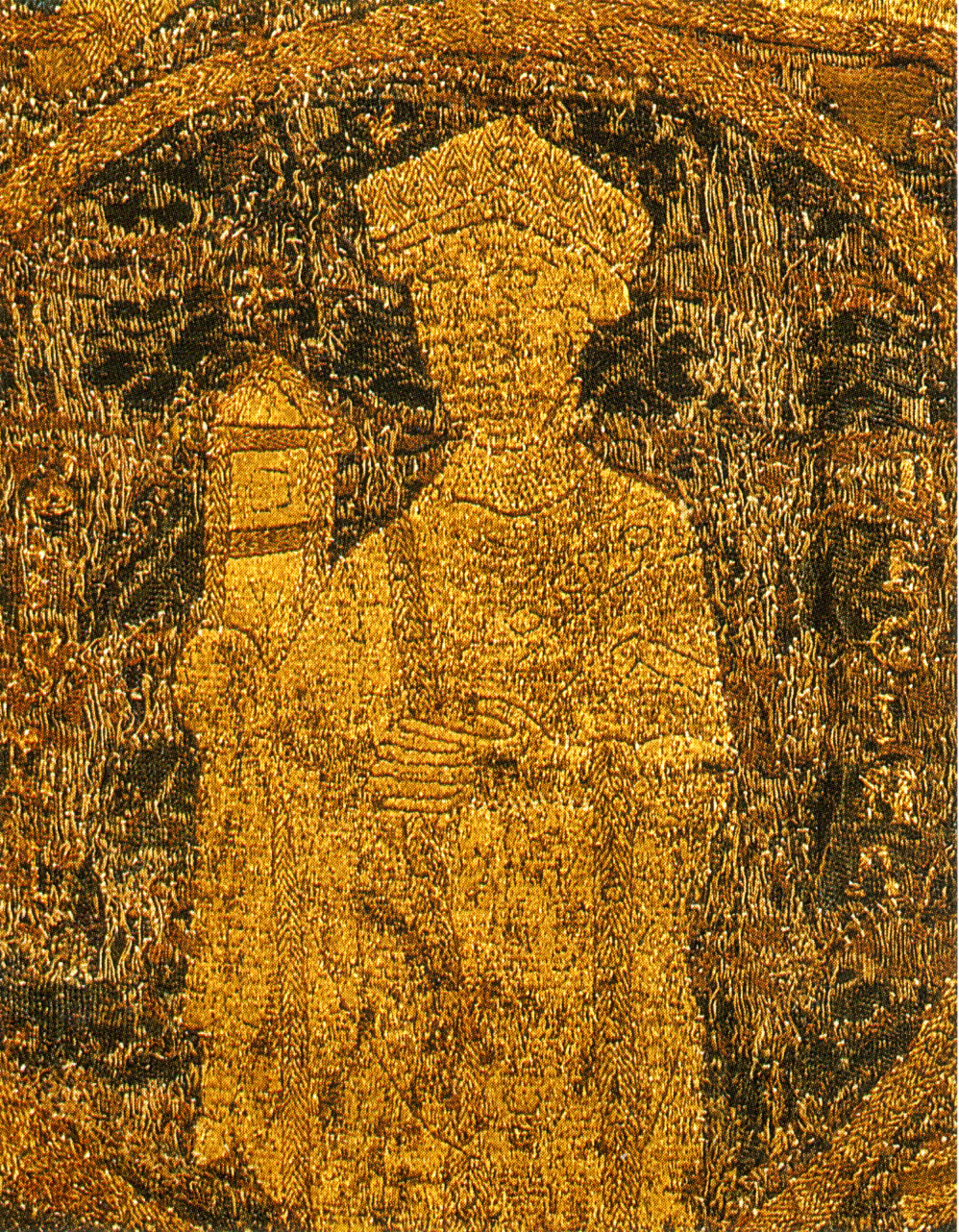
A királyné kezében a fehérvári főbazilika modelljével
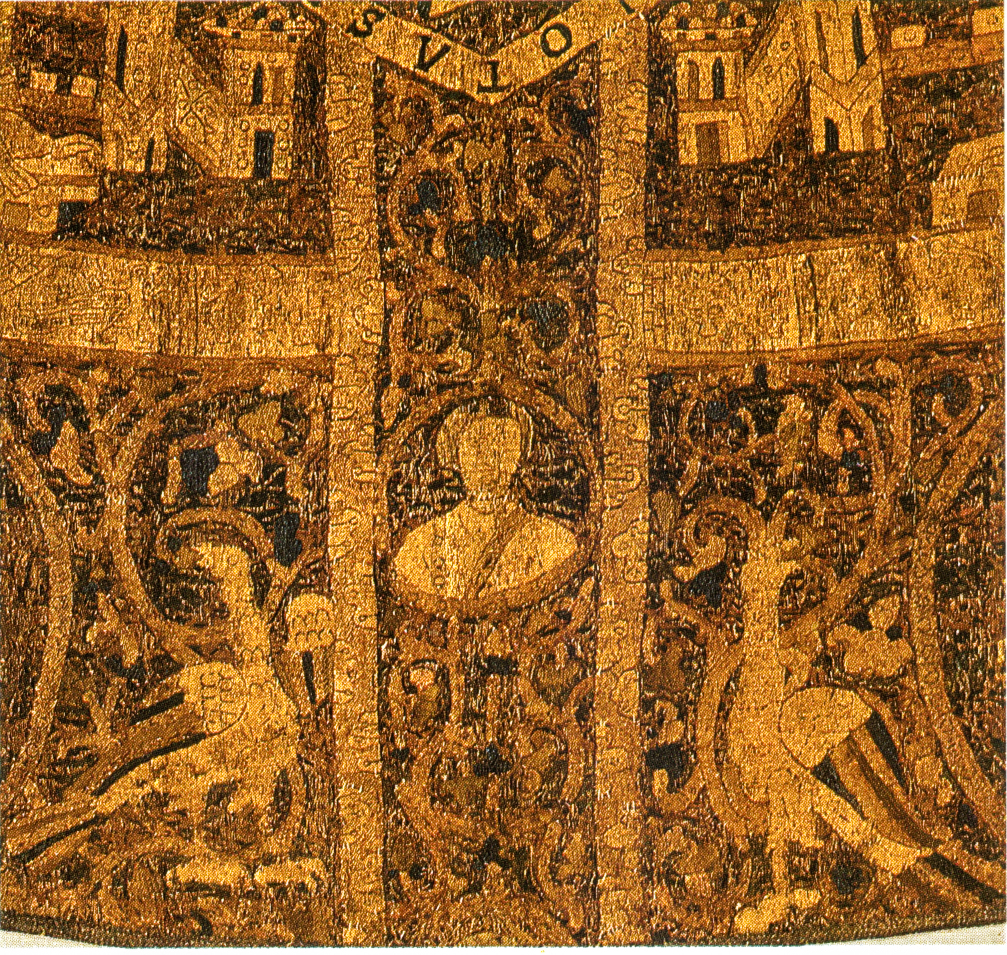
Imre herceg ábrázolása a palást tengelyében
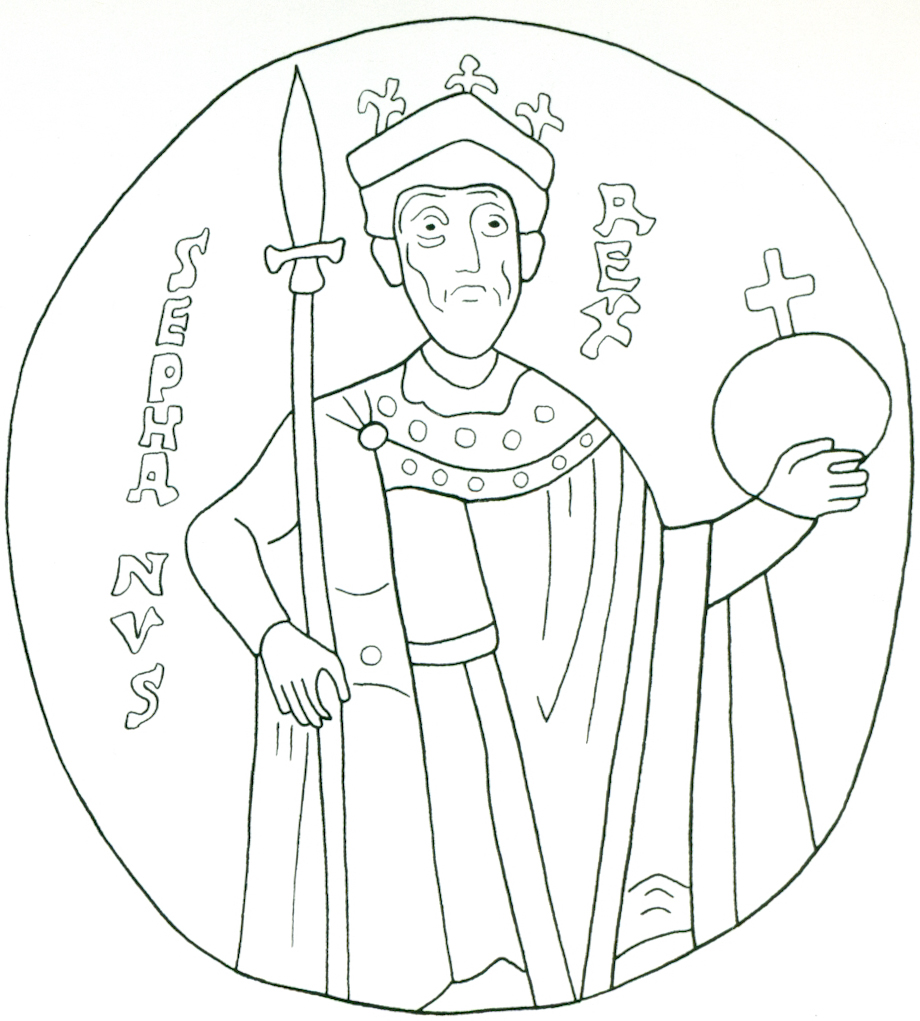
I. István ábrázolásának vázlata
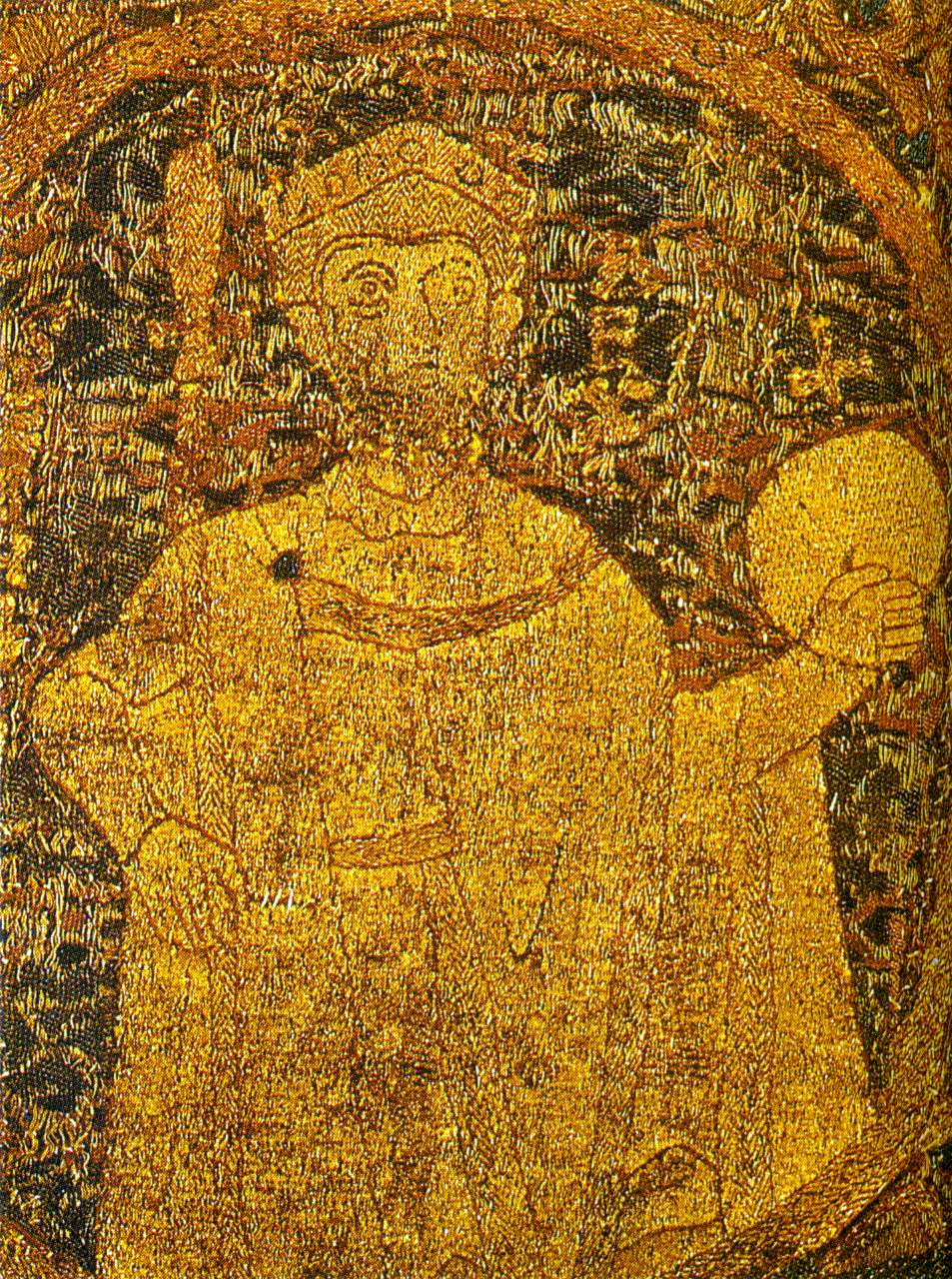
I. István a koronázási paláston
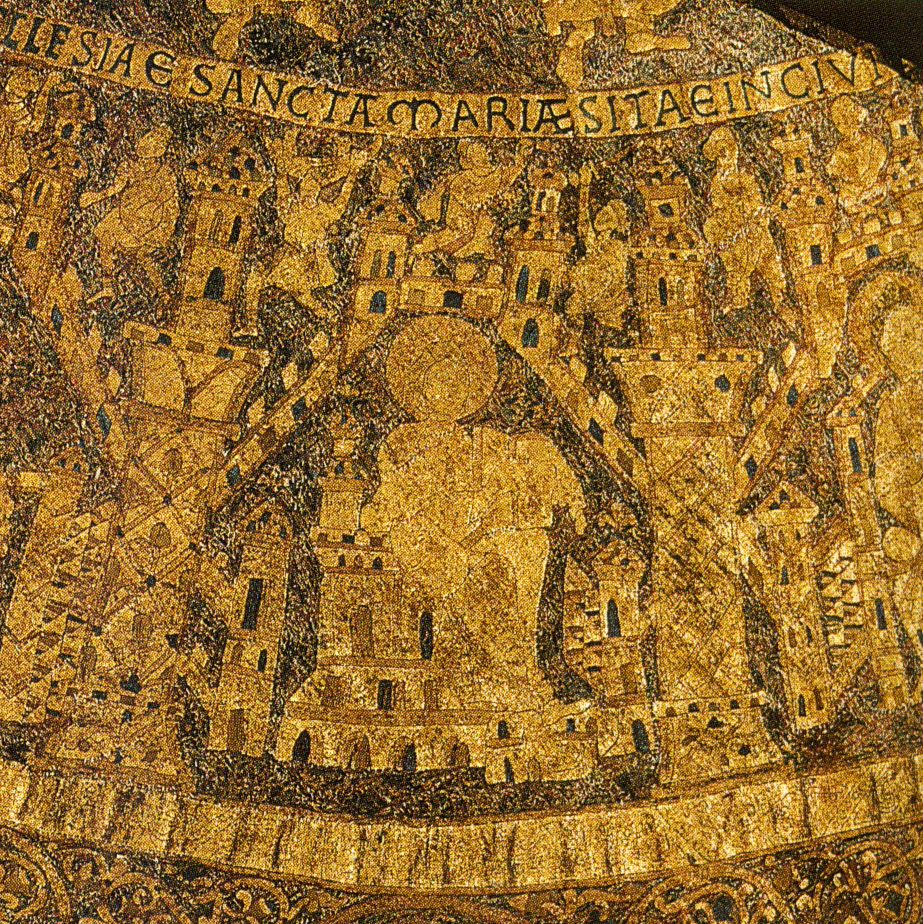
Simon apostol a paláston
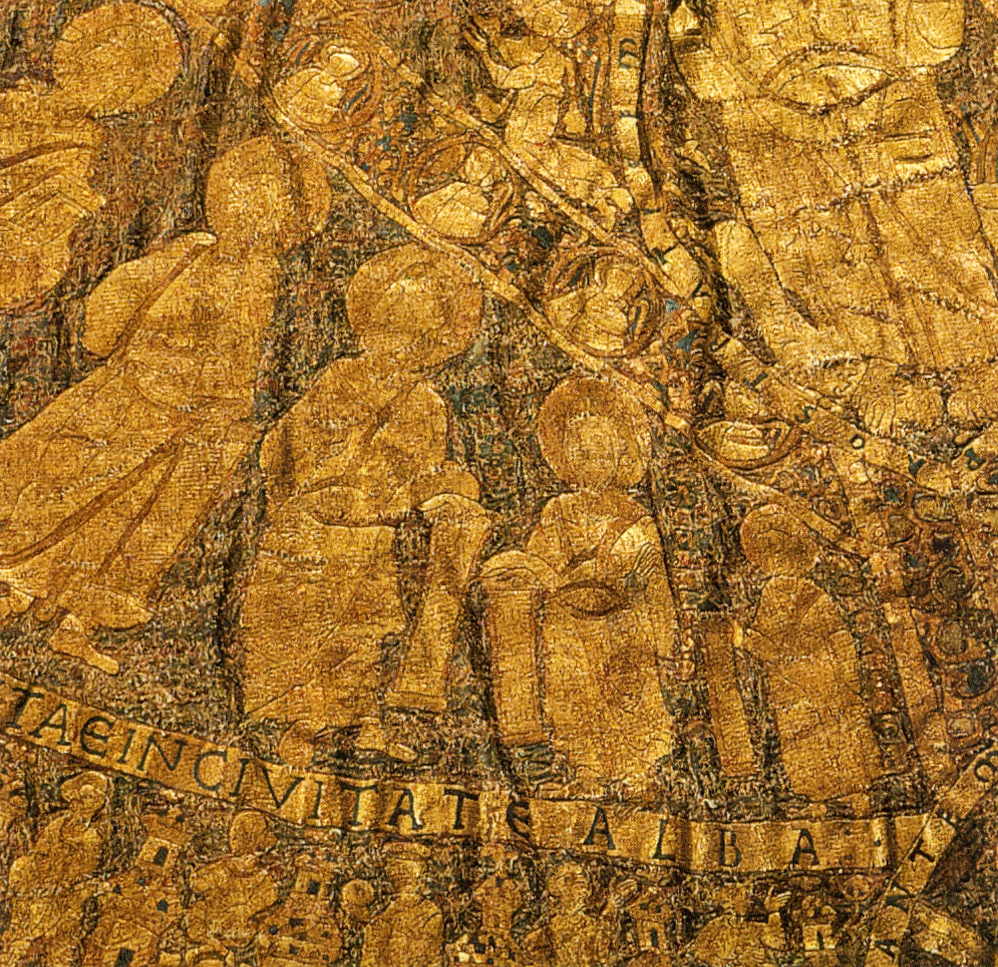
Részlet a prófétasorból
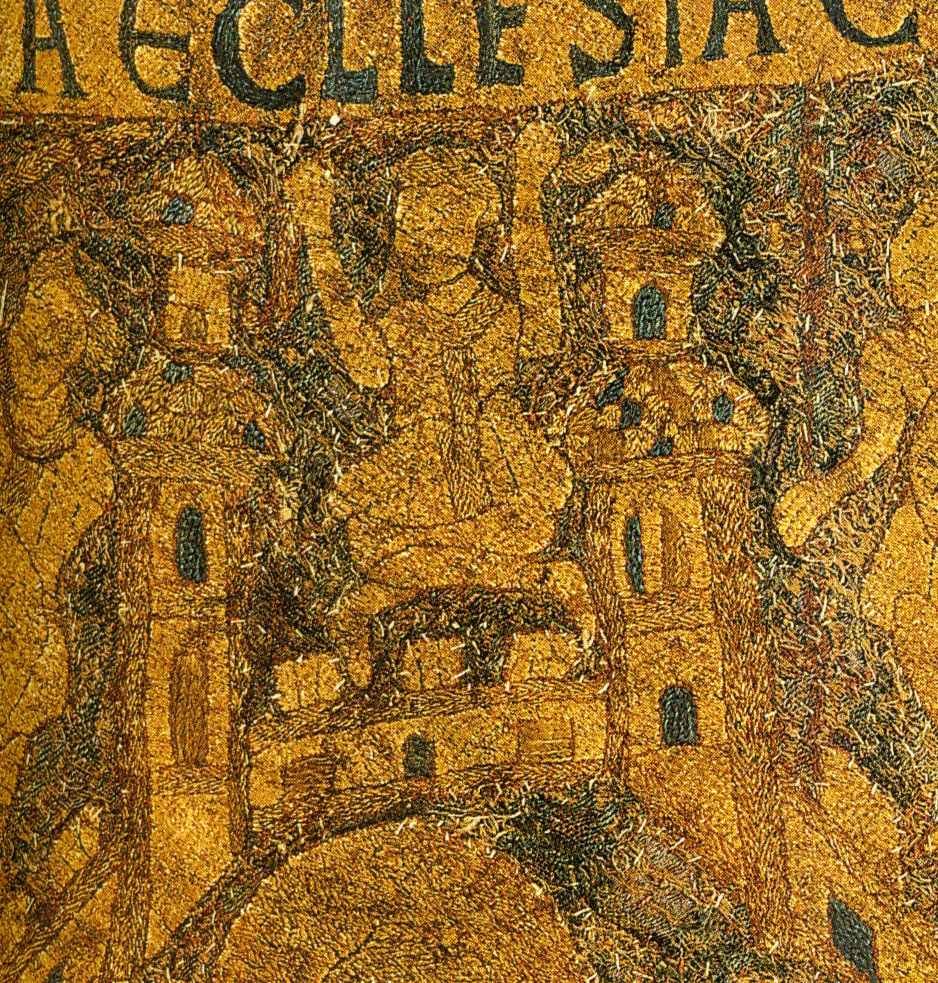
Részlet az apostolképek építészeti keretezéséből
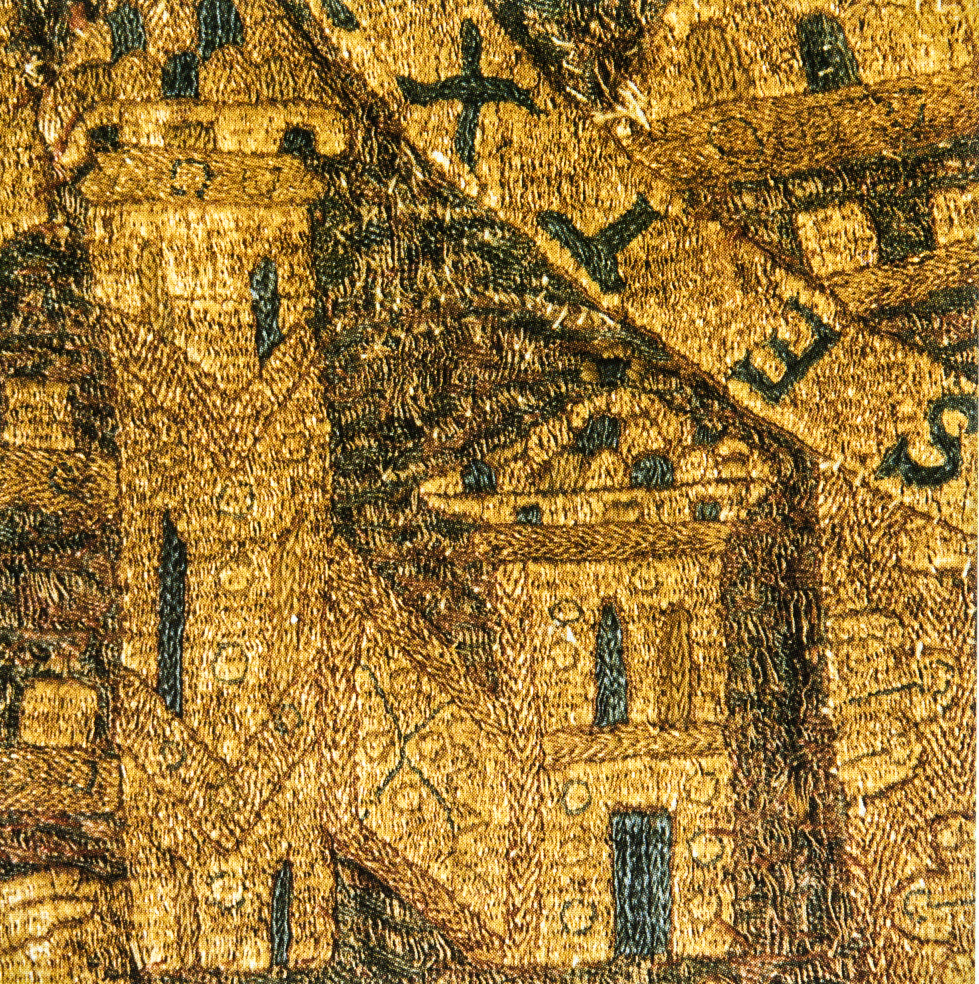
Egy épület részlete
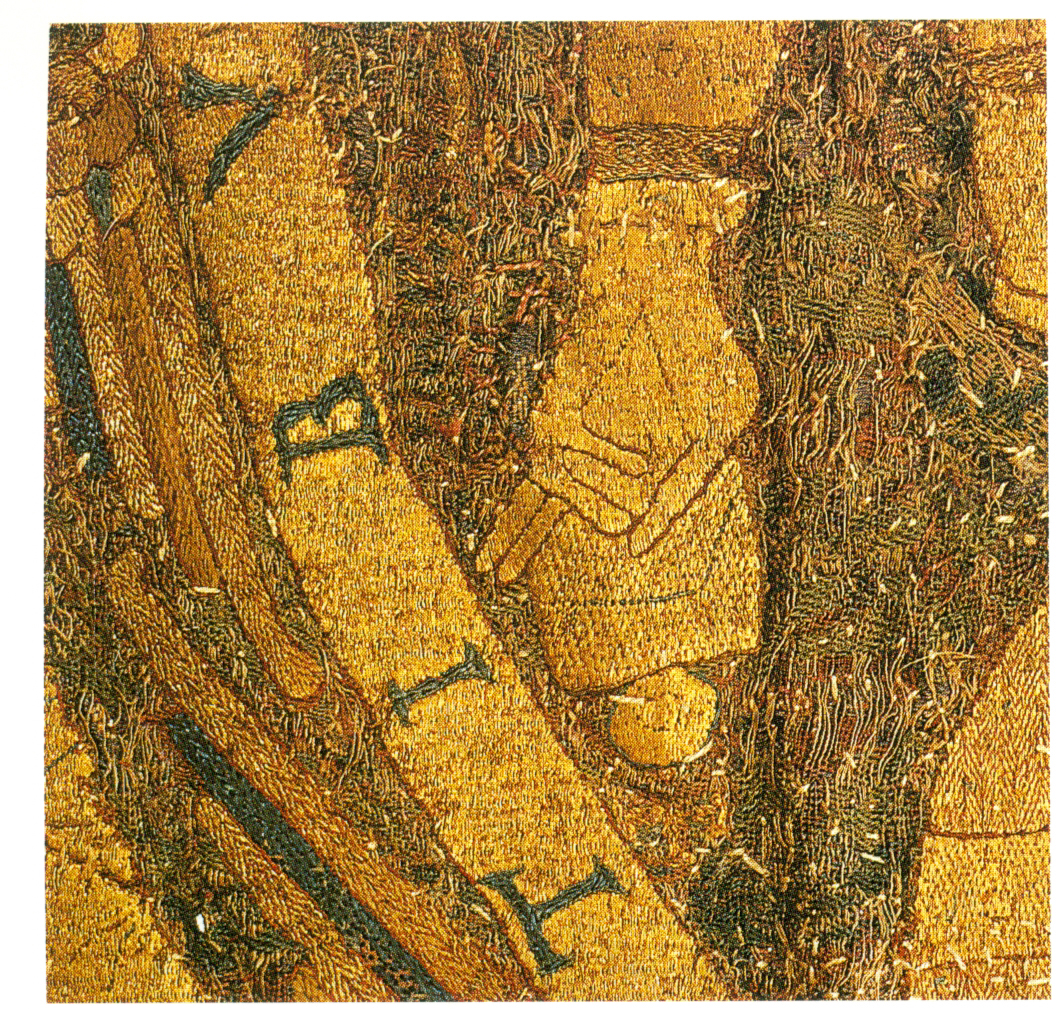
Krisztus bal keze

## A magyar koronázási palást állítólagos ősvallási párhuzamai
A rendszerváltozás után megélénkült amatőr őskor- és magyarságkutatás hívei a koronázási paláston is kerestek és találni véltek ősvallási párhuzamokat. Szerintük a palást készítői előtt még jól ismertek voltak a korábbi ősvallás gondolatai is, mivel a hun eredetű uralkodó dinasztia megőrizte a hun, vagy hun-utód uralkodói jelvények (például a jogar és a Szent Korona) mellett a hozzájuk kötődő gondolati, vallási tartalmakat is.
Azt elmélet szerint a koronázó paláston a hunok által is használt jelképek találhatók, valamint a koronázó palást képszerkezete rokon a szibériai sámánköpenyek képszerkezetével és a palást jelképvilágának fontos rétegét alkotják az ősvallási gondolatok. Ha a keresztény személyek ábrázolásától eltekintünk, akkor az állapítható meg, hogy a koronázópalást legközelebbi párhuzamai a szibériai sámánköpenyek, de szellemiségében rokon egyes inka uralkodói palástokkal is. Ezek az uralkodót az eget tartó világoszloppal (az égigérő fával megegyező Istennel) azonosítják a gerincnél lévő jelek segítségével. E jelek mindhárom területen azonosíthatók a székely írás jeleinek előképeivel.
Ezek az elméletek nem nyerték el a főáramlati hivatásos történészek, művészettörtészének támogatását, már csak azért sem, mert a koronázási palástot a bajor Gizella irányításával minden bizonnyal külföldről érkezett mesterek készítették, és ebben az időszakban I. István és utódai élet-halál harcot folytattak a pogányság ellen a magyarság körében (lásd Koppány, illetve Vata lázadásának leverése).